# Stretti danesi

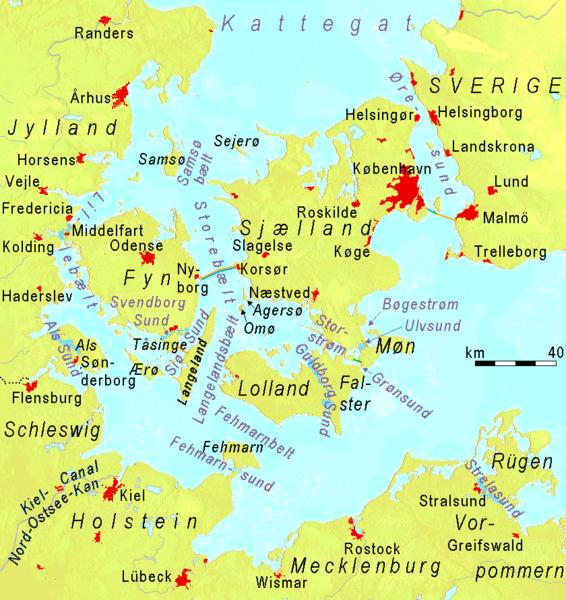
Mappa della zona con i tre Stretti

Gli stretti danesi sono i tre canali che congiungono il mar Baltico con il mare del Nord attraverso il Kattegat e lo Skagerrak. Gli stretti si trovano in Danimarca e non vanno confusi con lo stretto di Danimarca che si trova invece tra Groenlandia ed Islanda.
I tre stretti sono, in ordine da ovest verso est:
- il Piccolo Belt, tra lo Jutland e l'isola di Fionia;
- il Grande Belt, tra le isole di Fionia e Selandia;
- l'Øresund, tra l'isola di Selandia e la Svezia.